# Franz Stupp
Franz Stupp (né le 19 janvier 1862 au château de Müggenhausen et mort le 11 septembre 1933 à Düsseldorf) est avocat et député du Reichstag.

## Biographie
Stupp étudie à l'école primaire de Müggenhausen, l'école communautaire de Kerpen et aux lycées de Düren et Neuss. En 1886, il devient avocat stagiaire, en 1891, assesseur du tribunal, en 1898 procureur et en 1908 juge de district à Düsseldorf. Il est également capitaine de la réserve du 23e régiment d'artillerie de campagne et titulaire du prix du service Landwehr de première classe. Il est aussi directeur du département local de Düsseldorf de l'association agricole de la Prusse rhénane, membre de la Chambre d'agriculture de la province de Rhénanie et deuxième président de l'association à but non lucratif. H. pour servir du lait en Rhénanie et en Westphalie.
De 1912 à 1918, il est député du Reichstag pour la 5e circonscription du district d'Aix-la-Chapelle (Geilenkirchen, Heinsberg, Erkelenz (de)) pour le Zentrum.